# Gastropila hesperia
Gastropila hesperia är en svampart som först beskrevs av J.B. Morgan, och fick sitt nu gällande namn av P. Ponce de León 1976. Gastropila hesperia ingår i släktet Gastropila och familjen Agaricaceae.   Inga underarter finns listade i Catalogue of Life.